# Мексиканци
Мексиканци је назив за становнике Мексика. У ширем смислу, то  је назив који се употребљава за народ који је након независности Мексика развио властиту националну свијест.
Мексиканци потичу од домородачког индијанског становништва, као и од шпанских колонијалиста. Због тога их већина по расним обиљежјима припада местицима, а и таквима се сматра. Мексиканаца с чисто бјелачким обиљежјима има релативно мало, али они традиционално уживају доминантан положај, поготово у локалној индустрији забаве. У 20. вијеку је на етнички и расни састав Мексика утицај имала и имиграција из европских држава, као и либерална политика давања азила политичким избјеглицама из латиноамеричких држава.
По вјери су Мексиканци углавном католици. Од мањинских вјера најраширенији су пентекосталци.
Мексиканци су, захваљујући великој потреби америчке економије за јефтином радном снагом, створили снажну и утицајну дијаспору у САД, гдје представљају највећу латиноамеричку етничку групу.